# 雲東海站
云东海站是广肇城际铁路的高架车站，位于中国广东省佛山市三水区云东海街道，于2016年3月30日开通。

## 车站结构
本站为高架二层侧式车站，一层为站厅层、二层为站台层。

### 车站楼层
| 地上二层 | 侧式站台 | 侧式站台                          | 侧式站台 | 侧式站台 |
|          | 2站台    | 广肇城际 番禺方向（下站：三水北） |          |          |
|          | 1站台    | 广肇城际 肇庆方向（下站：大旺）   |          |          |
|          | 侧式站台 |                                   |          |          |
| 地面     | 站厅     | 售票处、候车区、进站口、出站口    |          |          |

### 出入口
本站设有两个出入口，其中车站启用初期开放A口。
|                                           |                |      |          |                                                                 |
| 编号                                      | 设施           | 照片 | 出口指示 | 建议前往的目的地                                                |
| A                                         | 无障碍通道标志 |      | 南白公路 | 广东财经大学（佛山校区）、云东海基塘小学、南白路 公交：云东海站 |
| 註： 設有 \| 設有 \| 設有 \| 設有扶手電梯 |                |      |          |                                                                 |

## 历史
2016年3月30日，本站随广佛肇城际开通而启用。

## 接駁交通
| 公交 \| 编号 \| 编号 \| 线路 \| 线路 \| 线路 \| 收费 \| 运营商 \| 备注 \| \| ---- \| ---- \| -------- \| ---- \| ---------------- \| ----- \| -------- \| ---- \| \| \| 634B \| 云东海站 \| ⇆ \| 三水文化活动中心 \| 2–3元 \| 国鸿公交 \| \| \| \| 666 \| 云东海站 \| ⇆ \| 三水南站 \| 2–4元 \| 国鸿公交 \| \| |      |          |      |                  |       |          |      |
| 编号 | 编号 | 线路     | 线路 | 线路             | 收费  | 运营商   | 备注 |
| | 634B | 云东海站 | ⇆    | 三水文化活动中心 | 2–3元 | 国鸿公交 |      |
| | 666  | 云东海站 | ⇆    | 三水南站         | 2–4元 | 国鸿公交 |      |

## 利用状况
云东海站周边除高尔夫球会和广东财经大学佛山校区外，其余均为开发程度不高的村庄，颇为荒凉，开站初期更缺乏基本的配套设施。本站现时日均客流量仅有数百人次。